# Llyn Llydaw
Llyn Llydaw är en sjö i Storbritannien.   Den ligger i kommunen Gwynedd och riksdelen Wales, i den södra delen av landet, 300 km nordväst om huvudstaden London. Llyn Llydaw ligger 432 meter över havet. Arean är 0,45 kvadratkilometer.Trakten runt Llyn Llydaw består i huvudsak av gräsmarker. Den sträcker sig 0,6 kilometer i nord-sydlig riktning, och 0,9 kilometer i öst-västlig riktning.